# Amanda Stassart
Amanda Stassart, Mouchka, née le 17 février 1923 à Lausanne en Suisse et morte, le 4 janvier 2013, à Woluwé-Saint-Pierre est une résistante belge durant la Seconde Guerre mondiale et une membre du Réseau Comète. Arrêtée le 15 février 1944, elle est internée à la Prison de Fresnes, puis déportée à Ravensbrück et ensuite à Mauthausen, dont elle revient en avril 1945. Après guerre, elle est engagée à la Sabena en qualité d'hôtesse de l'air, dont elle devient la chef-hôtesse principale en 1962. Pensionnée en 1969, elle reprend du service au sein de la Trans European Airways (TEA) au côté de Georges Gutelman. Elle prend notamment part à l'organisation de l'Opération Moïse pour sauver les Falashas d'Éthiopie menacés par la famine et la sécheresse de 1984-1985. Définitivement retraitée, elle prend à cœur son rôle de passeuse de mémoire auprès des adolescents en accompagnant de nombreux voyages commémoratifs dans les camps. 

## Éléments biographiques

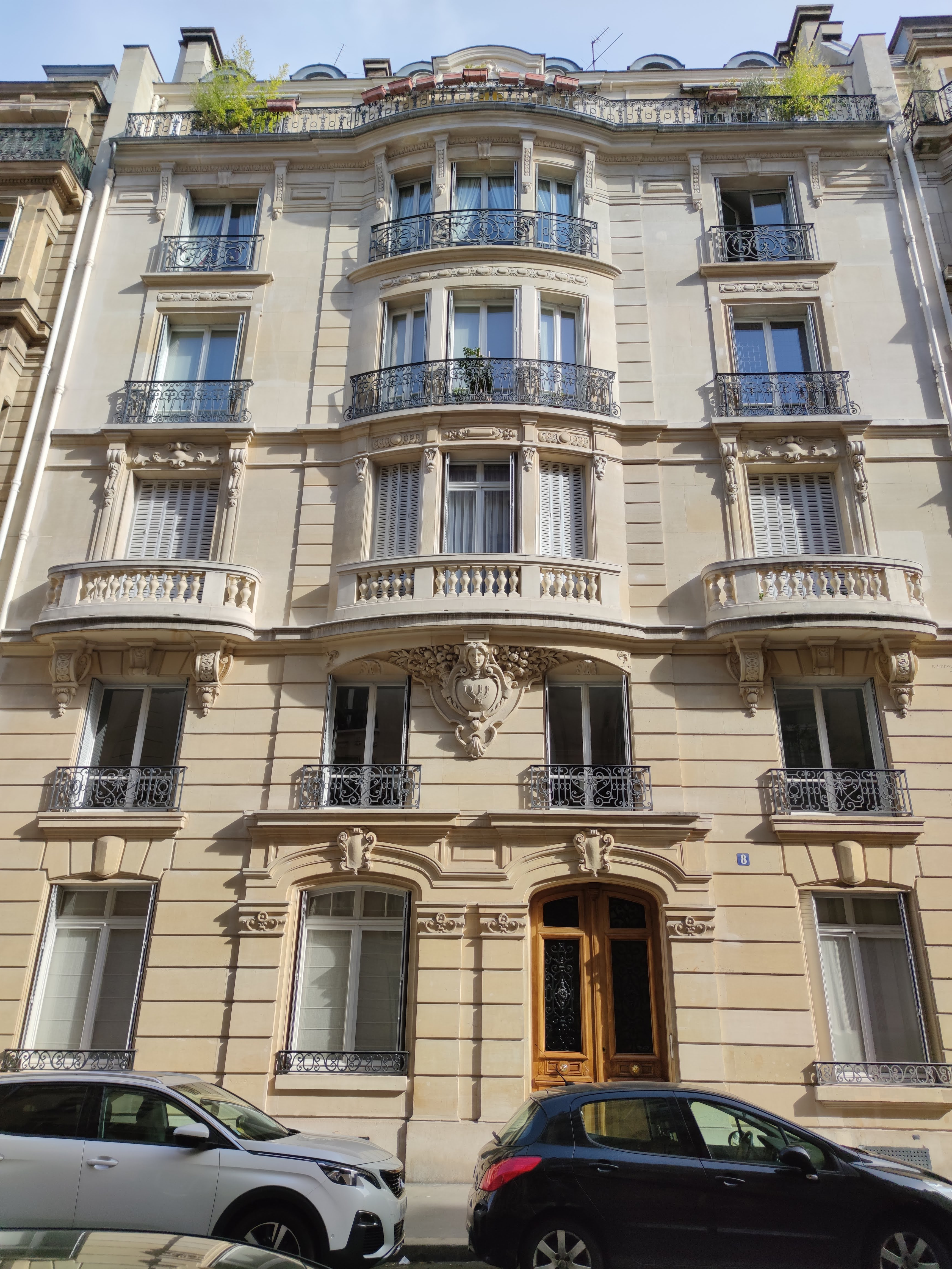
Le no 8 de la rue Margueritte à Paris.

Lorsque les parents d'Amanda Stassart, Louis Achille Stassart et Louise Bastin, se marient, Louis Achille se brouille avec sa famille qui considère le fait d'épouser une femme de onze ans son aînée comme une mésalliance. Le couple fait la connaissance à Bruxelles d'une riche Américaine, Amanda G. Thoma’s. Ils l'accompagnent à Philadelphie et deviennent ses intendants. Louise ne tarde pas à être enceinte et, souhaitant que son enfant naisse en Europe, accouche à Lausanne dans une pouponnière réputée. Elle nait le 17 février 1923. Pour l'état civil, elle portera le prénom de leur bienfaitrice, Amanda. Elle est confiée à sa grand-mère, Léonie Breyne, qui vit avec une sœur célibataire, tante Julia. Les parents repartent quant à eux aux États-Unis ; ils ne reviendront que sporadiquement. Sa grand-mère est flamande. Très catholique, elle lui parle en la vouvoyant en néerlandais, Mouchka lui répond en français. La vie est stricte, dictée par le sens du devoir, la rectitude morale et le calendrier liturgique. Elle est scolarisée à Ixelles, chaussée de Vleurgat, chez les sœurs de Saint Vincent de Paul où tante Julia la conduit tous les matins et vient la rechercher le soir. Malgré l'austérité de son éducation, Mouchka y trouve un certain épanouissement .
Lorsque Mouchka a treize ans, en 1936, ses parents reviennent en Europe, son père a décroché grâce aux relations de son employeuse un contrat à la General Motors à Paris. Mouchka s'y installe donc avec ses parents qu'elle ne connaît pour ainsi dire pas. La famille loue dans un premier temps un appartement proche du Trocadéro puis s'établit dans le XVIIe arrondissement, au no 8 de la rue Margueritte entre la Place des Ternes et le Parc Monceau. Elle est inscrite à l'école communale où son accent lui vaut le peu flatteur sobriquet de boche du Nord. Mouchka envisage de s'inscrire à la Sorbonne pour y étudier le droit international mais la guerre en décidera autrement.

### Seconde Guerre mondiale
Lorsque la guerre éclate, Louise Bastin se souvient des exactions allemandes de la Première Guerre mondiale, elle enjoint son mari de prendre le chemin de l'exode tandis qu'elle restera à Paris pour garder la maison. Louis Stassart, rassemble en convoi quelques camions de la General Motors et descend vers le sud avec sa fille. En chemin, ils viennent en aide à de nombreuses personnes fuyant comme eux l'avancée des troupes allemandes notamment des soldats belges tentant de regagner le Sud. Ils arrivent à Limoges où ils restent environ deux mois avant de se résoudre à remonter sur Paris où ils retrouvent la maman qui vit dans la peur si bien qu'elle en a perdu la pigmentation de ses cheveux. Louis se présente à la General Motors mais il est reçu par un officier allemand qui lui déclare que c'en est fini de construire des véhicules de luxe et que désormais, il faudra prendre part à l'effort de guerre allemand. Louis lui décoche un cinglant « Je ne travaille pas pour les boches » et de prendre congé. Il regrette aussitôt son manque de diplomatie mais, en concertation avec son épouse, il n’a d’autre choix que de se résoudre à la clandestinité. Il reviendra vers son foyer une fois par mois environ sans jamais prévenir sa femme et sa fille qui ignorent même où il vit et ce qu'il fait. La meilleure amie de Mouchka, Milka est contrainte de porter l'étoile jaune, elle disparaît lors de la Rafle du Vélodrome d'Hiver en juillet 1942. La jeunesse n'en peut plus de cette occupation, il faut faire quelque chose.

#### Entrée en résistance

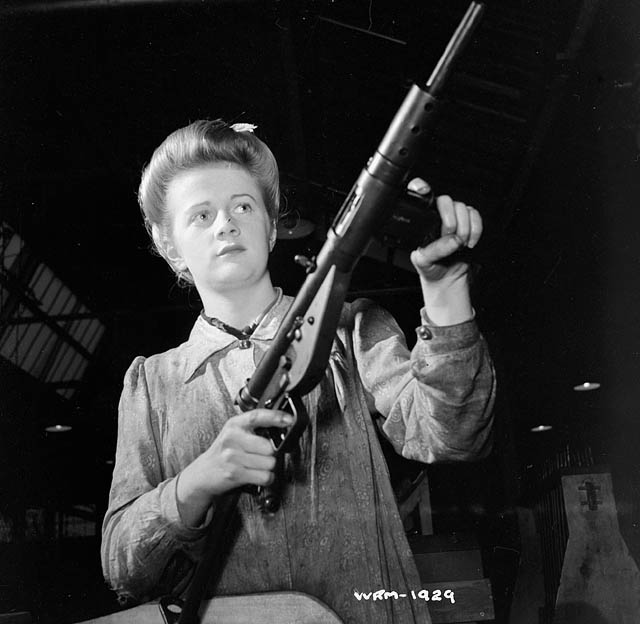
Une ouvrière britannique examinant un des pistolets mitrailleurs STEN qu'elle vient d'assembler en 1942.

Au Parc Monceau, Mouchka fréquente un groupe de jeunes de son âge, l'un d'entre eux, Robert, lui propose de transporter des mallettes de l'Étoile à Bastille où elle doit les remettre à un autre résistant. Elle accepte, ne pose aucune question. Pendant une petite année elle s'adonne à ce qu'elle pense être du marché noir, mais un jour, elle interroge son ami, lui disant que sa mère et elle connaissent également les affres du ravitaillement et qu'un peu de cette contrebande pourrait améliorer leur quotidien. Elle apprend alors qu'elle transporte des pistolets-mitrailleurs Sten démontés en trois parties. Elle renonce alors à transporter des armes destinées à tuer.
À l'automne 1943, elle surprend un jour sa maman en train de parler anglais au pied de l'escalier de service. Elle l'interroge aussitôt et sa mère de lui avouer qu'elle héberge des aviateurs alliés dans les mansardes jadis dévolues aux domestiques. Mouchka veut en être, sa mère refuse d'abord, c'est trop dangereux, mais Mouchka lui explique les risques qu'elle a encouru jusqu'ici. Louise Bastin était en contact avec Germaine Bajpaï, « Madame Françoise », et tenait une « Safe house » pour le réseau Comète qui exfiltrait les pilotes depuis la Belgique, via la France, jusqu'au consulat de Bilbao qui les acheminait ensuite à Gibraltar pour un retour vers l'Angleterre. Elle rencontre « Jérôme », le comte Jacques Le Grelle qui dirige le réseau pour la place de Paris, accueil glacial : « Alors, ma petite, vous voulez jouer à la guerre ? Ce n'est pas parce que vous êtes jolie que vous allez réussir en résistance... ». Finalement, le lendemain, il fait savoir qu'il accepte son aide, son nom de guerre sera « Diane ». Elle deviendra passeuse internationale sur la ligne Bruxelles-Tournai- Paris. Il s'agissait d'aller prendre en charge des groupes d'aviateurs dissimulés dans des villages et de marcher, souvent de nuit des dizaines de kilomètres puis en train et de les ramener à Paris au no 8 de la rue Margueritte où sa mère prenait le relais jusqu'à leur exfiltration vers les Pyrénées. Son coéquipier est Albert Mattens, il se fait passer pour son frère, Jean-Jacques. Diane convoiera 52 pilotes alliés pour les amener jusqu'à leur destination.
En janvier 1944, l'Abwehr, le renseignement militaire allemand, est parvenu à retourner un des agents du Réseau Comète, Maurice Grapin alias Henri Crampon. Ce dernier fait entrer dans le réseau Jacques Desoubrie sous le nom de « Pierre Boulain ». Desoubrie, rexiste de la première heure, est connu pour avoir infiltré de nombreux réseaux et conduit à l'arrestation ou au meurtre de centaines de résistants. Tous l'ignorent. Louise Bastin apprécie l'homme qui lui fait de nombreux cadeaux. Mouchka, elle, s'en méfie et décide de prendre un petit appartement en location et de ne dire à personne, pas même à sa mère, où il se trouve,.

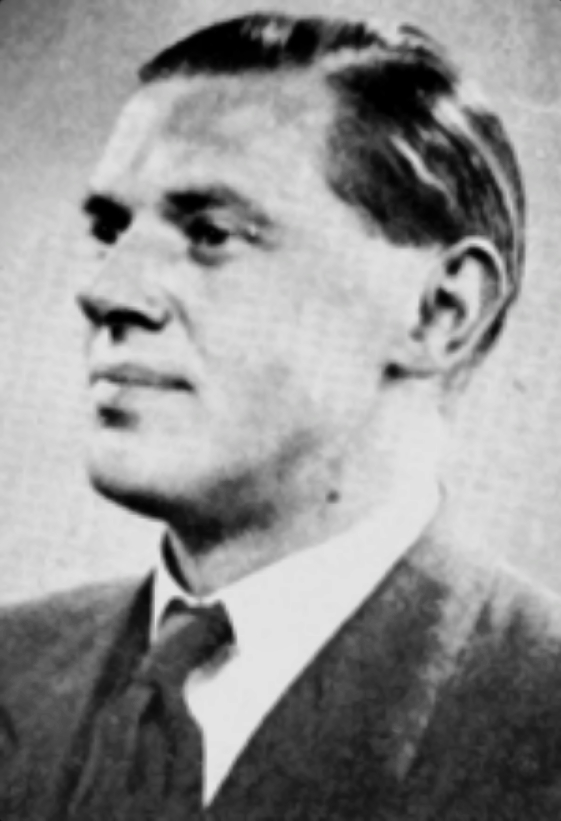
Le Comte Jacques Le Grelle, « Jérôme ».

Le 17 janvier 1944, Jacques Le Grelle est de retour à Paris après une réunion à Bruxelles. Fort peu opportunément, il a confié la direction du réseau à Henri Crampon durant son absence. Lorsqu'il arrive à l'appartement à proximité du Palais du Trocadéro, il est aussitôt arrêté. La souricière reste en place et le lendemain, c'est Jean-François Nothomb, le chef du Réseau Comète qui y est arrêté. Une nouvelle vague d'arrestations voit le jour à Bruxelles et à Paris. Desoubrie, Grapin et son épouse sont à l'origine de dizaines d'arrestations. Le 14 février 1944, Mouchka reçoit la visite d'Aline Dumon, Michou, qui est en train de renouer les fils du réseau, elle lui remet une importante somme d'argent et lui confie une mission à Bruxelles où elle doit retrouver Yvon Michiels mais le lendemain, le 15 février 1944, Mouchka est arrêtée à son appartement de la rue Lauriston et conduite rue Margueritte pour assister à l'arrestation de sa mère. Germaine Bajpaï et deux jeunes juifs sont également arrêtés à la suite des délations de Desoubrie et de Grapin. Elles sont transférées à la rue des Saussaies, au siège de la Gestapo pour interrogatoire et sont détenues à la Prison de Fresnes.
Louise Bastin, la maman de Mouchka cesse vite d'être inquiétée. Les logeuses n'intéressent pas les Allemands, elles ne connaissent pas grand chose du réseau dans lequel elles s'insèrent. Les passeuses en revanche connaissent une multitude d'informations précieuses, des membres, des lieux, des boîtes aux lettres autant d'éléments pour permettre le démantèlement du réseau. Amanda Stassart connait ainsi la torture, elle est soumise par trois fois au supplice de la baignoire, elle est rouée de coups de nerf de bœuf mais elle ne parle pas.
Jacques Le Grelle connaitra le supplice de la baignoire à 17 reprises, il déclare après guerre : 

« Mené dans une salle de bains et forcé de me déshabiller, je fus d’abord battu avec un fouet de joncs entrelacés jusqu’à avoir le dos à vif. Les chevilles et les genoux ligotés les mains menottées derrière le dos, je fus traîné au bord d’une baignoire remplie d’eau. Par dix-sept fois j’eus la tête plongée dans l’eau jusqu’à l’asphyxie. Lorsque je perdais connaissance, j’étais rejeté en arrière et l’eau contenue dans mes poumons était évacuée à coups de pied. Par cinq fois le procédé fut poussé jusqu’à la noyade complète et je fus ramené à la vie par des procédés tout aussi brutaux, comme par exemple d’être pendu par les pieds à un crochet fixé au mur. Dans les intervalles, des coins m’étaient enfoncés sous les ongles. Le premier supplice et interrogatoire dura de 10 heures du soir à 8 heures du matin. J’en sortis avec sept côtes brisées. »

« À la dix-septième fois, il craque et donne le nom de Mouchka. Il le lui a dit après la guerre mais le respect qu’elle avait pour lui n’en sera que plus fort. Il savait que Mouchka était sur le point d’être arrêtée. Il n’apprenait rien aux Allemands, ».
Mouchka et sa mère restent incarcérées à la Prison de Fresnes durant deux mois. Elles sont ensuite transférées au camp de Romainville où elles se retrouvent. Elles y restent peu de temps et sont déportées en tant que Nacht und Nebel vers le camp pour femmes de Ravensbrück.

#### Déportation

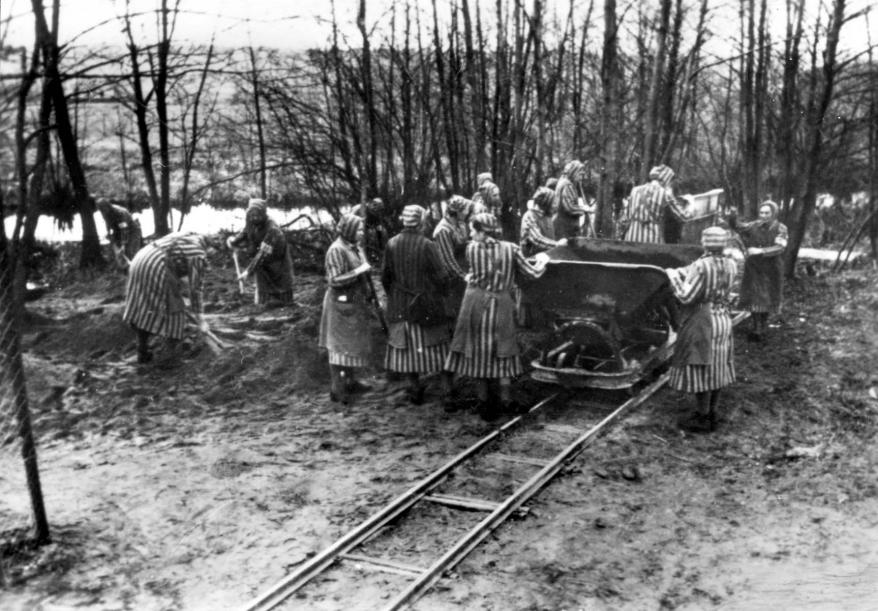
Un kommando de femmes travaillant à Ravensbrück en 1939.

Après 4 jours de transport ferroviaire dans des wagons à bestiaux, le convoi s'arrête à Fürstenberg/Havel distant d'encore 5 kilomètres du Camp de Ravensbrück où elles arrivent, le 22 avril 1944. La vie dans le camp est inhumaine, les conditions de détention sont sordides. Elles sont affectées à des Kommandos, des unités de travail forcé au sein desquels, l'inutilité culmine, comme au sein de celui du sable où il faut inlassablement creuser des trous dans le sable pour les reboucher ensuite. Le tout rythmé par les appels du matin et du soir qui pouvaient durer jusqu'à 2-3 heures, debout, immobile, par tous les temps. Le bon nombre de détenues devait être quotidiennement constaté déduction faite des mortes du jour. À son insu, elle et dix compagnes subissent un traitement qui les empêchera d'enfanter. Venue en aide à une camarade évanouie lors d'un appel et contre laquelle l'aufseherin avait lâché son chien, elle est punie et doit une semaine durant fouler du pied les excréments de ses codétenues pour les incorporer au sable. De retour au baraquement, on la fuit comme une pestiférée. Sa maman l'aide à se nettoyer avec les moyens du bord, pas grand chose. Elles dorment dans des châlits de trois étages, occupés par trois ou quatre femmes chacun. La vermine fait des ravages. Un jour, Mouchka est affectée à l'abatage des arbres, sa coéquipière polonaise irritée par ses gestes malhabiles lui décoche un coup de manche de cognée et lui blesse l'arcade sourcilière. La plaie s'infecte, elle est emmenée au « revier », elle perdra l'usage de son œil. Sa mère avait quant à elle été affectée à un Kommando de déménagement, mais trop faible, après deux jours de labeur, elle doit également être transférée au « revier ». Mouchka parvient à lui rendre visite, elle lui demande de lui trouver un peu de lait mais lorsqu'elle se présente le lendemain avec quelques décilitres du précieux breuvage réputé introuvable dans le camp, sa mère est morte. La surveillante, pourtant prisonnière elle aussi, lui impose de placer son cadavre dans la « waschraum » qui servait de morgue, elle doit ensuite conduire la charrette qui emmène le corps de sa mère au crématoire. Nous sommes le 25  février 1945, Mouchka vient d'avoir 22 ans.
Le 7 mars 1945, après 4 jours et 5 nuits de transport en camion puis en wagons à bestiaux et enfin à pied, 450 détenues dont Mouchka prennent le chemin du camp de concentration de Mauthausen. Seules 250 d'entre elles y parviennent. Là, lors d'un appel, un officier la fait sortir du rang, Mouchka craint le pire, ce n'était jamais bon signe mais elle est en fait affectée à la « Bekleidungskamer » où, seule, mais dans un baraquement chauffé et bénéficiant d'une soupe à midi ; elle doit trier une montagne de vêtements et de souliers. Le travail n'avance pas et elle obtient l'autorisation de recruter – ou plutôt de sauver – deux ou trois camarades pour l'y aider.
Le 21 avril 1945, l'officier allemand les informe qu'elles seront libérées le lendemain. Un convoi de camions de la Croix-Rouge suisse les attend le lendemain en contre-bas du camp pour les emmener en Suisse. Mouchka souffre d'œdème de carence sévère. Puis Paris-Gare-de-Lyon où Amanda Stassart arrive pour se faire enregistrer à l'Hôtel Lutetia.

### Après la guerre
Mouchka Stassart rencontre une amie d'enfance, Simone, qui propose de l'héberger. Elle lui raconte l'arrestation de son père, le 13 juin 1944, le même jour que Robert, qui lui confiait des mitraillettes. Mouchka accomplira bien des démarches pour retrouver sa trace mais ce n'est qu'en 2002 qu'elle apprend sa mort survenue à Ellrich, au camp de concentration de Dora, à la « Boëlcke Kazern » où étaient abandonnés les inaptes au travail pesant moins de 35 kilos. Sa mort est survenue lors d'un bombardement  entre le 2 et le 5 avril 1945.
Elle apprend également le décès de sa grand-mère en 1944. Mouchka est encore très faible, au Lutetia elle est inscrite sur une liste d'attente pour un séjour de revalidation à Chamonix. Elle y est envoyée, le 3 octobre 1945 pour quelques mois au grand air. Là, elle rencontre Gaston Rébuffat qui lui apprend à skier et retrouve son frère Jean-Jacques, Albert Mattens. À son retour, elle se rend à Bruxelles pour rencontrer tante Julia qui la prédestine déjà à devenir bibliothécaire paroissiale, le retour en Belgique tourne court et Mouchka rentre à Paris où elle reprend une location rue de Chaillot. Elle accepte un poste à la Sûreté de l'État belge, il s'agit de débusquer des inciviques et de mener des interrogatoires. C'est trop pour elle. L'état recrute pour l'Indochine mais il faut passer son brevet de parachutisme, Mouchka renonce après le troisième saut mais découvre son vif intérêt pour l'aviation. Air France, recrute des hôtesses de l'air. Outre le français et le néerlandais, elle connaît l'anglais, l'italien et se débrouille en allemand et en polonais, ce sont de fameux atouts mais, étant de nationalité belge, elle ne peut être retenue. Un directeur, Henri Lesieur, la met toutefois en contact avec son homologue à la Sabena.

#### La Sabena

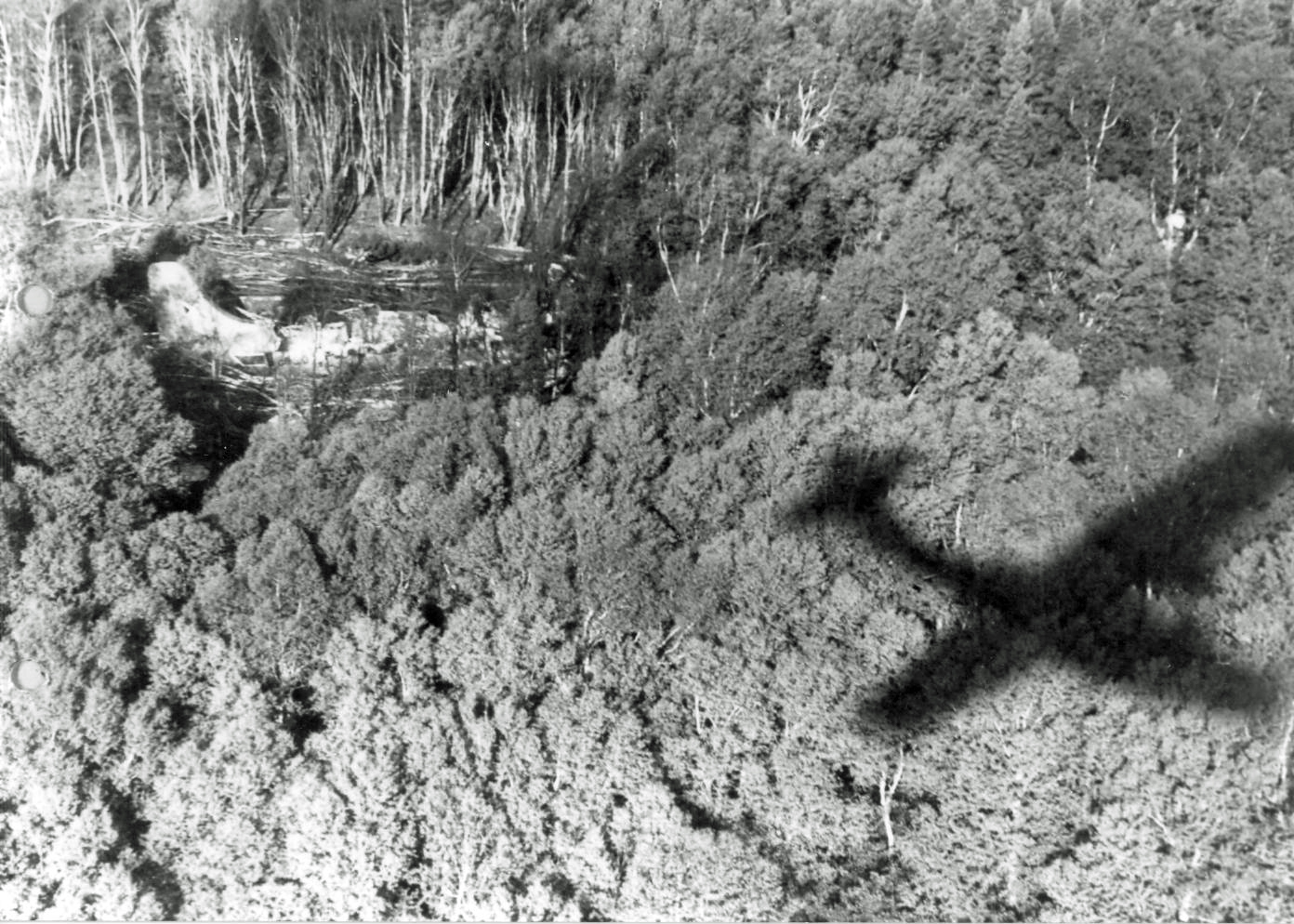
Le site du crash du Douglas DC-4 de la Sabena en 1946.

Le 3 juin 1946, en uniforme de la sûreté de l'état, le seul vêtement dont elle dispose et qui soit présentable, Mouchka Stassart se présente à un entretien d'embauche. Elle est retenue et devient la huitième hôtesse de l'air engagée par la compagnie d'aviation belge. Ce métier, elle va littéralement l'embrasser et devenir un « personnel navigant féminin » hors pair. Ainsi, lors du crash du DC-4 de la Sabena OO-CBG du 18 septembre 1946, elle se porte volontaire pour le vol de rapatriement des blessés. Le 24 novembre 1948, elle est une hôte de marque pour accueillir le Freedom Train à New York. Elle sillonne pendant plusieurs semaines les États-Unis et rencontre plusieurs aviateurs qu'elle a secourus durant la guerre. Elle rencontre les responsables de la United Airlines, visite l'école pour hôtesses de l'air à Denver. On la retrouve à Chicago, à Hawaï, elle visite l'île de Molokai. Son périple reçoit de nombreux échos dans la presse au grand étonnement de ses collègues tant elle ne parlait jamais de ses années de guerre.
En 1955, elle devient l'hôtesse de l'air attitrée du Roi Baudouin. Elle l'accompagne lors de son premier voyage au Congo belge, le 15 mai 1955. Lorsque le Roi, franchit pour la première fois l'équateur, elle lui verse quelques gouttes d'eau sur la tête pour apaiser les dieux. Sourire en coin du Roi : « Mademoiselle Stassart, je pensais bien que vous me réserviez quelque chose... ». Les journaux titrent : Amanda Stassart, air-hostess du roi, une héroïne de la résistance ou encore La marraine du Roi Baudouin. Lorsque, le 16 mai 1955,  le Douglas DC-6 royal est en approche de l'Aéroport de Ndolo à Léopoldville, Mouchka annonce au Roi qu'elle prendra ici le vol retour pour Bruxelles, le Roi charge son Grand Maréchal de contacter la direction de la Sabena pour qu’Amanda Stassart puisse l'accompagner pendant tout son séjour en Afrique.
En 1962, elle a 39 ans, lorsqu'elle est convoquée par la direction pour se voir offrir le poste de chef-hôtesse principale. Elle n'a de cesse de militer pour une égalité de traitement entre les hôtesses et les stewards, elle lutte également pour abolir cette règle qui veut que dès lors qu'une hôtesse se marie, ceci met automatiquement un terme à son contrat et enfin, d'abolir la mise à la retraite à 40 ans du personnel navigant féminin. Il faudra attendre cependant 1978 pour remporter toutes ces victoires. En février 1966 est créée, par Nicole Ramlot, l'Amicale des Hôtesses de l’Air belges (AHAB), Mouchka en accepte la présidence et poursuit son engagement, elle prend ainsi part à une conférence à Genève où elle est la représentante belge parmi 51 participants.
En février 1969, après plus de 16 000 heures de vol, elle accomplit son dernier vol. À l'arrivée, tous sont là pour fêter la « mise à la retraite » de Mouchka qui, sa carrière durant n'a pas démérité et a su, malgré sa rigueur, être appréciée de tous. Elle est alors âgée de 46 ans. Elle épouse aussitôt son compagnon de route, Marcel Désir, ancien de la RAF, lui aussi membre du personnel navigant.
Sa retraite qu'elle passe principalement à Chamonix où elle retrouve ses amis, sera de courte durée.

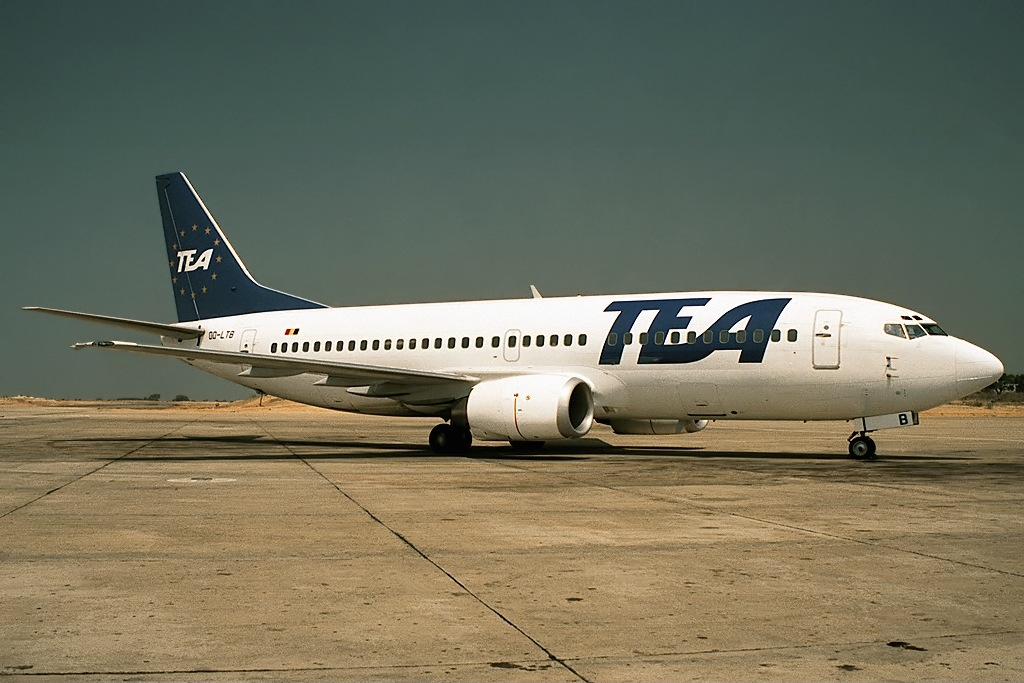
Un Boeing 737 de la Trans European Airways.

#### La TEA
En 1971, elle est contactée par Georges Gutelman qui, avec l'aide de son ami Jean Gol est en train de monter sa propre compagnie charter, la Trans European Airways. Elle en discute avec son mari et décide de rejoindre le siège de la compagnie naissante « pour quelques semaines ». Ces quelques semaines dureront 20 ans. Amanda Stassart y est la responsable du personnel navigant, elle ne laisse rien au hasard, elle organise, elle forme, mais continue bien sûr de s'impliquer sur le terrain. Ainsi, en 1984, lorsque l'Opération Moïse est lancée dans le plus grand secret avec Georges Gutelman et Jean Gol qui est alors ministre de la Justice, c'est elle qui est chargée de recruter les collègues qui sauront tenir leur langue. 47 vols sont organisés pour transférer les Falashas, ces Juifs éthiopiens frappés par la famine de 1984-1985. Il s'agit de les prendre en charge à Khartoum, de les ramener à Bruxelles parce que les États arabes ne peuvent être survolés et ensuite de les transférer à Tel-Aviv, leur terre promise. Au 46e vol, l'affaire est éventée dans la presse, le 47e transport ne pourra pas être effectué. Les pays arabes boycotteront la compagnie signant par là le début de ses difficultés financières. En 1991, l'entreprise est mise en faillite et Mouchka prend sa retraite à 68 ans.
Pensionnée, Mouchka reste très active en maintenant son activité au sein de l'AHAB et intervient régulièrement dans les écoles pour témoigner. Elle accompagne également des voyages commémoratifs dans différents camps et n'a de cesse d'expliquer la fragilité de nos démocraties et le péril que constitue l'extrême droite. Elle prend ainsi part au projet Retour aux sources de vies volées en 2002-2003 aux côtés de trente jeunes et des passeurs de mémoire, comme elle, Maryla Michalowski-Dyamant et Simon Gronowski.
Amanda Stassart, Mouchka, meurt à Woluwé-Saint-Pierre, le 4 janvier 2013. 15 jours auparavant, elle recevait encore un jeune de quinze ans et demi venu pour recueillir son témoignage.

## Publication
- Amanda Stassart et Claire Pahaut (préf. Paul Halter), Je vous le dis, j’aime la vie, Bruxelles, 2013, 175 p. (lire en ligne)
- [PDF] Auschwitz.be, Livret PDF, Territoires de la mémoire, 18-30 mai 2015, Mouhka Stassart, témoin de la barbarie nazie, 2015 (lire en ligne).

## Reconnaissances

### Décorations belges
- Croix de Chevalier de l’Ordre de Léopold II[27] ;
- Croix de guerre belge 1940-1945 avec palme[27] ;
- Médaille de la résistance 1940-1945[27] ;
- Croix du prisonnier politique 1940-1945 piquée de trois étoiles[27] ;

### Décorations étrangères
- Médaille de la Liberté des États-Unis[27] ;
- King's Medal for Courage in the Cause of Freedom[28],[Notes 5] ;
- British Empire Medal[27] ;
- Croix de guerre 1939-1945 (France)[27] ;
- Médaille de la Résistance française[27].